# Grup 8 de la taula periòdica
| Grup    | 5      |
| Període |        |
| 4       | 22 Fe  |
| 5       | 40 Ru  |
| 6       | 72 Os  |
| 7       | 104 Hs |

Un element del grup 8 és un element situat dins de la taula periòdica en el grup 8 que comprèn els elements:
- Ferro (26)
- Ruteni (44)
- Osmi (76)
- Hassi (108)

En els nivells electrònic externs d'aquests elements hi ha vuit electrons, encara que el ferro no aconsegueix l'estat d'oxidació +8. L'hassi es produeix només en el laboratori, no es troba en la naturalesa, i al referir-se al grup 8 se sol obviar aquest element.
"Grup 8" és en nom actual recomanat per la IUPAC. L'antic sistema europeu i el nord-americà englobaven dins del "grup VIII" (o VIIIA l'europeu i VIIIB el nord-americà) als actuals grups 8, 9 i 10.